# US Chantilly
Union Sportive de Chantilly là một câu lạc bộ bóng đá đến từ Chantilly, Oise, Pháp. Đội được thành lập vào năm 1902 và hiện đang chơi ở Regional 1, Hauts-de-France, giải hạng sáu của bóng đá Pháp, sau khi xuống hạng từ Championnat National 3 vào năm 2019.